# Osteiner Hof

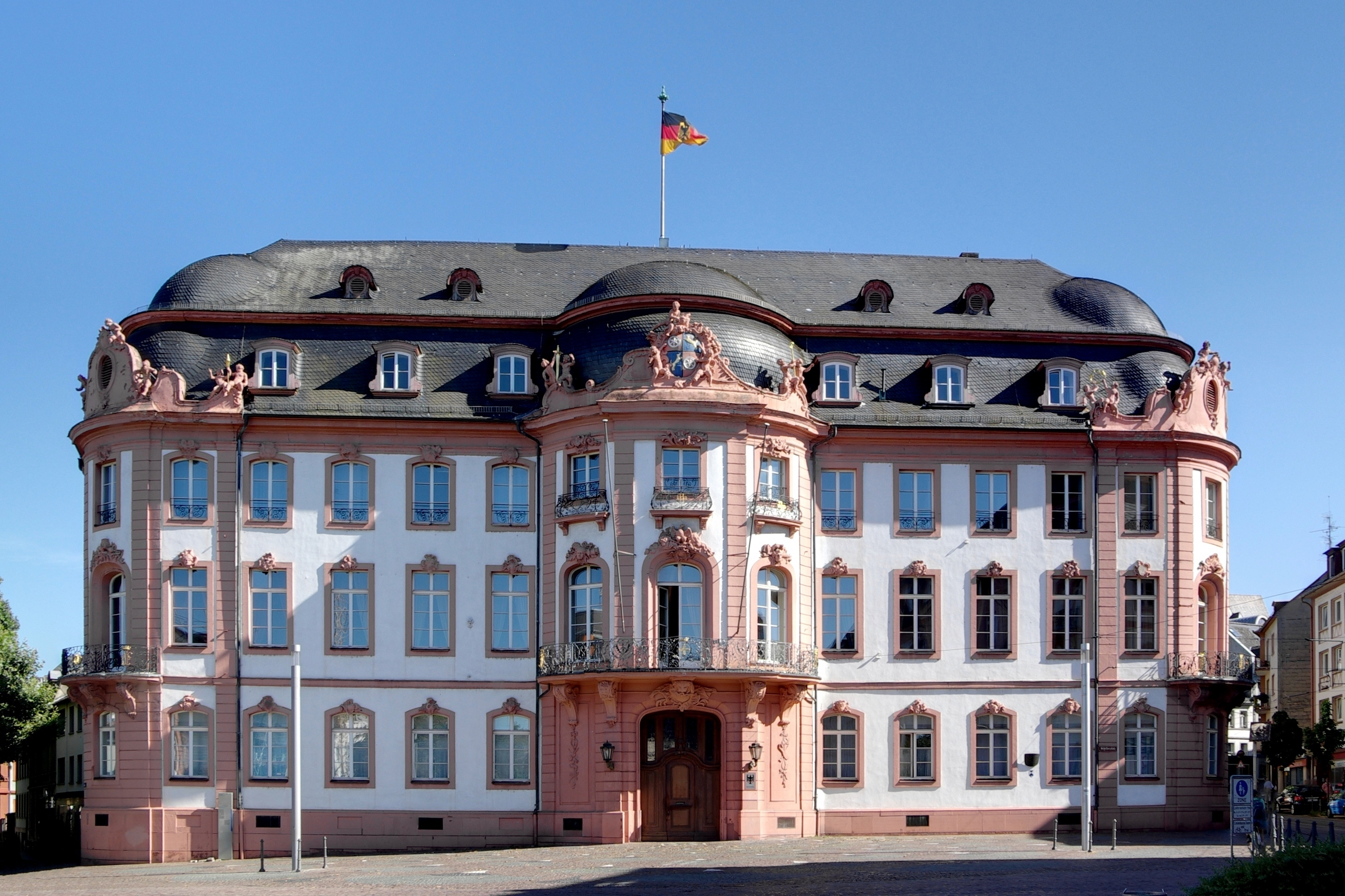
Osteiner Hof

Der Osteiner Hof in Mainz wurde zwischen 1747 und 1752 von Johann Valentin Thoman (1695–1777) im Auftrag des von 1743 bis 1763 regierenden Mainzer Kurfürsten Johann Friedrich Karl von Ostein (1689–1763) als Familienhof für dessen Bruder, den Kurmainzer Oberamtmann Franz Wolfgang Damian von Ostein errichtet.

## Beschreibung
Das Palais war der repräsentativ-monumentale Abschluss des damaligen Thiermarktes (heutiger Schillerplatz), gesäumt von barocken Adelspalästen. Im rechten Winkel zum Osteiner Hof direkt benachbart steht der Bassenheimer Hof, den ab 1743 ebenfalls der Kurfürst für seine verwitwete Schwester, Maria Antonetta Gräfin Waldbott von Bassenheim, geborene Gräfin von Ostein, erbauen ließ. Der Kurfürst, der die beiden Palais finanzierte, plante auch die Anlage von zwei Brunnen, von denen der aufwändigere nach seinem Tod 1763 aber nicht mehr zur Ausführung kam, wodurch der Thiermarkt gewissermaßen als Vorhof der Familienpaläste interpretiert werden sollte.
Infolge seiner Stellung zwischen zwei Straßen wirkt das U-förmige Gebäude wie ein freistehender Bau. Auffallend nehmen sich die drei konvex vorspringenden Risalite in der Mitte und an den Seiten des dreiflügeligen Profanbaus aus. Den Mittelrisalit wölben Toreinfahrt und längsovaler Festsaal nach außen. Die Eckrisalite markieren elegant die Eingänge in die seitlich abgehenden Straßenzüge. Die für ein Stadtpalais ungewöhnlichen Risalite und Ovalräume fanden ihr Vorbild in den Entwürfen von Johann Valentin Thomans Lehrer und Ziehvater Maximilian von Welsch für die Würzburger Residenz, wo sie auf den Seitenfronten umgesetzt wurden.
Die Giebelaufsätze über den Risaliten tragen Puttenfiguren und in der Mitte je eine Wappenkartusche, die von einem Kurhut bekrönt wird, ein Hinweis auf die herausragende Stellung des Bruders des Hausherrn. Das Wappen ist geviert und zeigt den Osteiner Windhund sowie das Mainzer Rad. Rokokokartuschen über den Fensterrahmen, wie die Symbole für die Elemente Erde, Luft und Wasser sowie Diana und Mars über den Balkontüren, dekorieren ebenso das Gebäude wie die an den beiden Seitenwänden der Einfahrt zierenden Reliefs mit Musikinstrumenten.
Lange besaß die Familie der Reichsgrafen von Ostein diesen Adelshof nicht. Die Franzosen besetzten im Verlauf der Französischen Revolution das gesamte linksrheinische Gebiet und machten Mainz zur Hauptstadt des Département Donnersberg mit dem Präfekt Jeanbon St. André. Klerus und Adel wurden enteignet und flohen. Der Osteiner Hof ging in öffentliches Eigentum über.
Aus der Zeit von 1854 bis 1859, als der spätere Kaiser Wilhelm I. Gouverneur in Mainz war, hat sich unter den Mainzern das Synonym „Gouvernement“ für den Osteiner Hof erhalten. Bei Beginn des Deutsch-Französischen Krieges war das Gouvernement Hauptquartier des Prinzen Friedrich Karl Nikolaus von Preußen. 1914 wurde vom Mittelbalkon aus der Mainzer Bevölkerung der Ausbruch des Ersten Weltkriegs (1914–1918) durch General Hugo von Kathen bekanntgegeben.

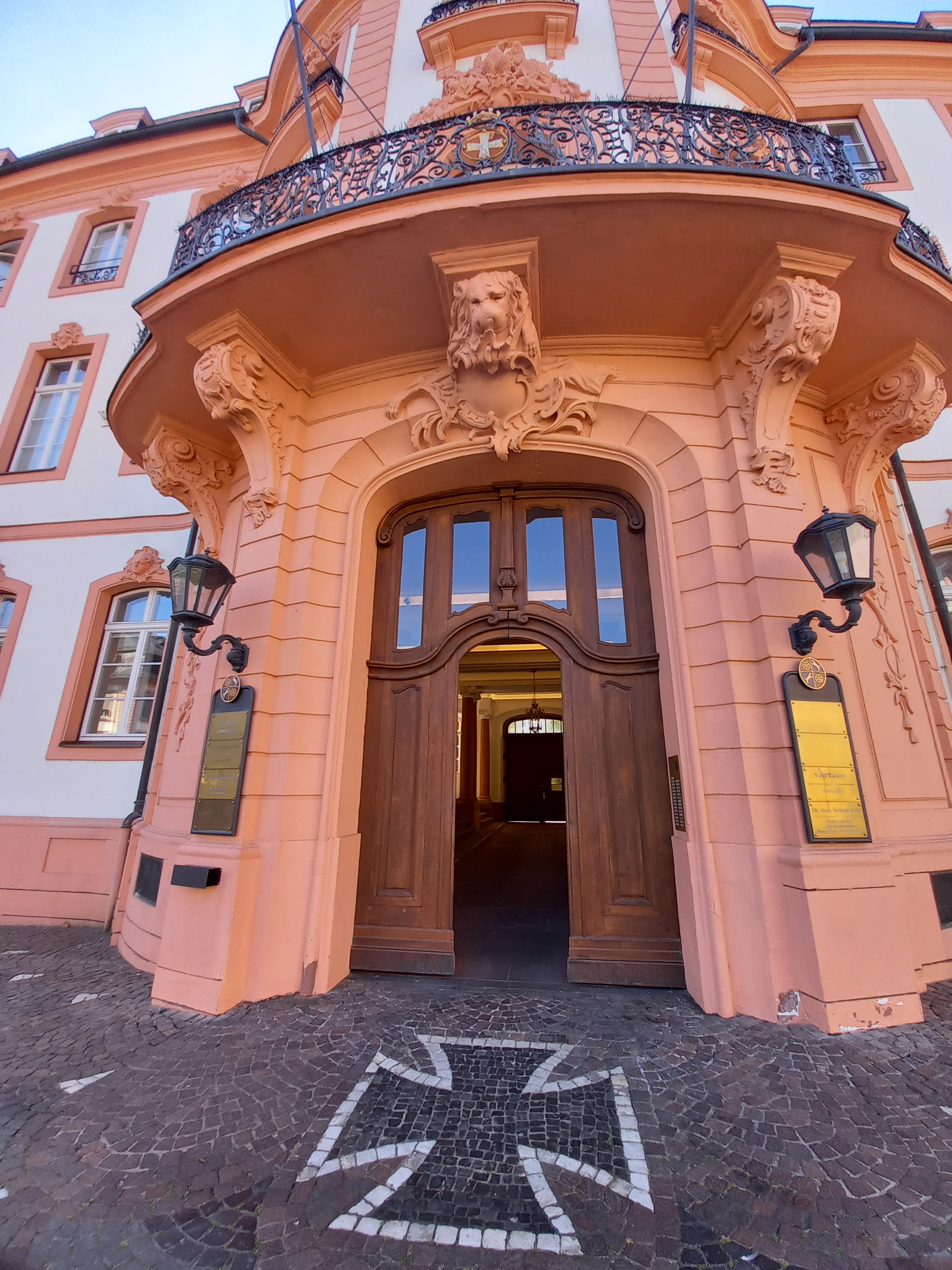
Die jahrelange militärische Nutzung des Osteiner Hofs ist auch an dem Schwarzen Kreuz vor dem Eingang erkennbar.

In den Jahren von 1933 bis 1936 war dieses Gebäude ein bedeutender Knotenpunkt der nationalsozialistischen Regierung. Am 20. April 1933 – Hitlers Geburtstag – übergab die Stadt Mainz das Gebäude an die NSDAP. Diese zog bereits wenige Wochen später in den benachbarten Schönborner Hof um. Der Osteiner Hof beherbergte in den folgenden Jahren die Leitung der SS und der SA sowie ab 1937 die Stadtkommandantur der Deutschen Wehrmacht.
Im Zweiten Weltkrieg brannte bei den Luftangriffen auf Mainz auch dieses Gebäude völlig aus, wurde aber auf Betreiben der Besatzungsmacht Frankreich bereits 1947/48 wiederhergestellt.
Bis 31. März 2014 diente es noch als Standortkommandantur der Bundeswehr. Der Hof steht im Eigentum der Bundesanstalt für Immobilienaufgaben. Seit 26. Mai 2014 steht der Osteiner Hof regelmäßig für Besucher offen und bietet Raum für junge Künstler. Alljährlich wird am 11. November um 11:11 Uhr die Mainzer Fastnacht vom Balkon ausgerufen.
Am südlichen Eingang steht der Fischweiberbrunnen. Die Brunnenplastik wurde von Elsa Montag geschaffen, 1943 von der Stadt Mainz gekauft und 1950 neben der Gaustraße aufgestellt.

## Galerie

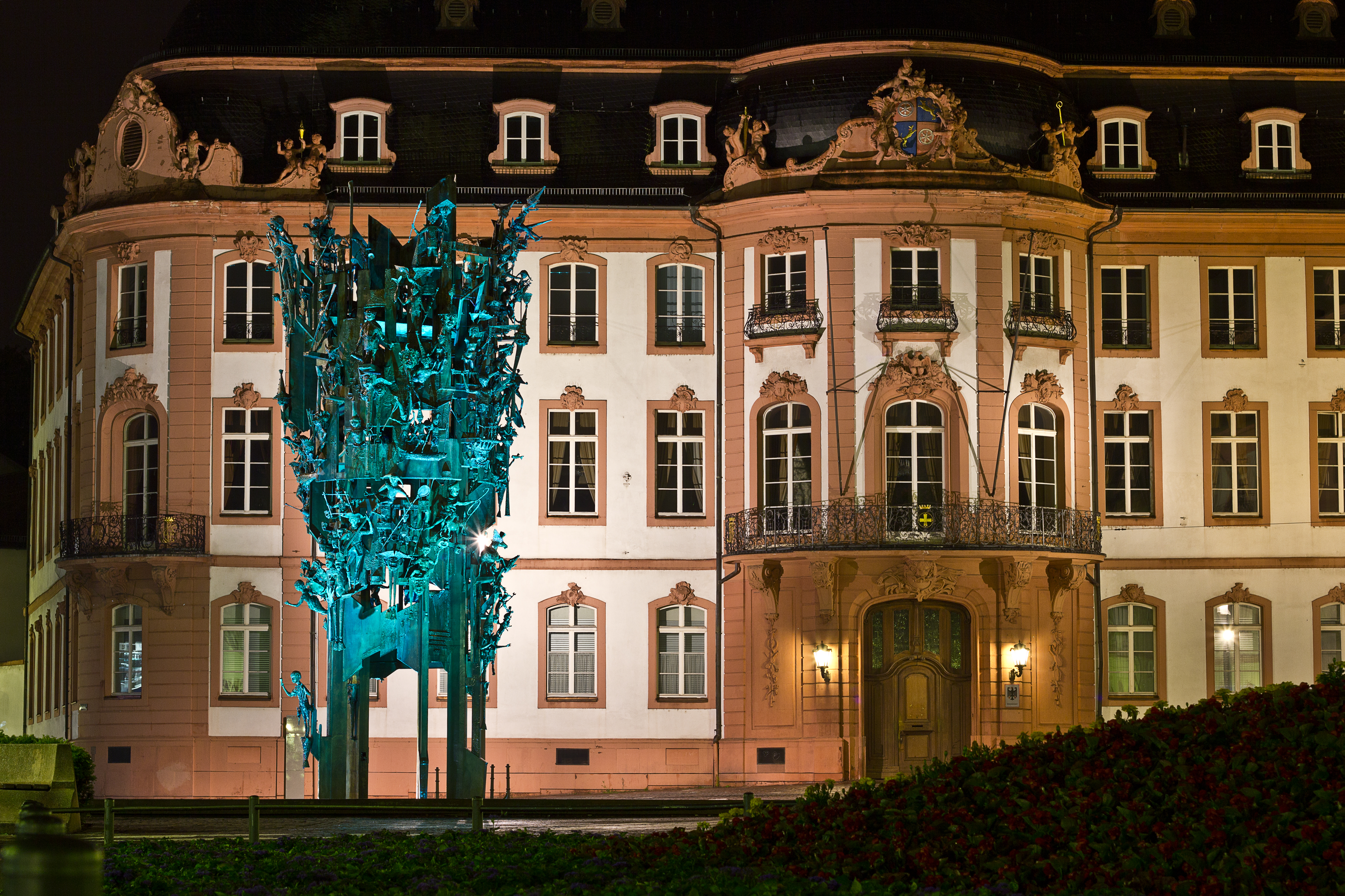
Der Osteiner Hof bei Nacht, davor der beleuchtete Fastnachtsbrunnen
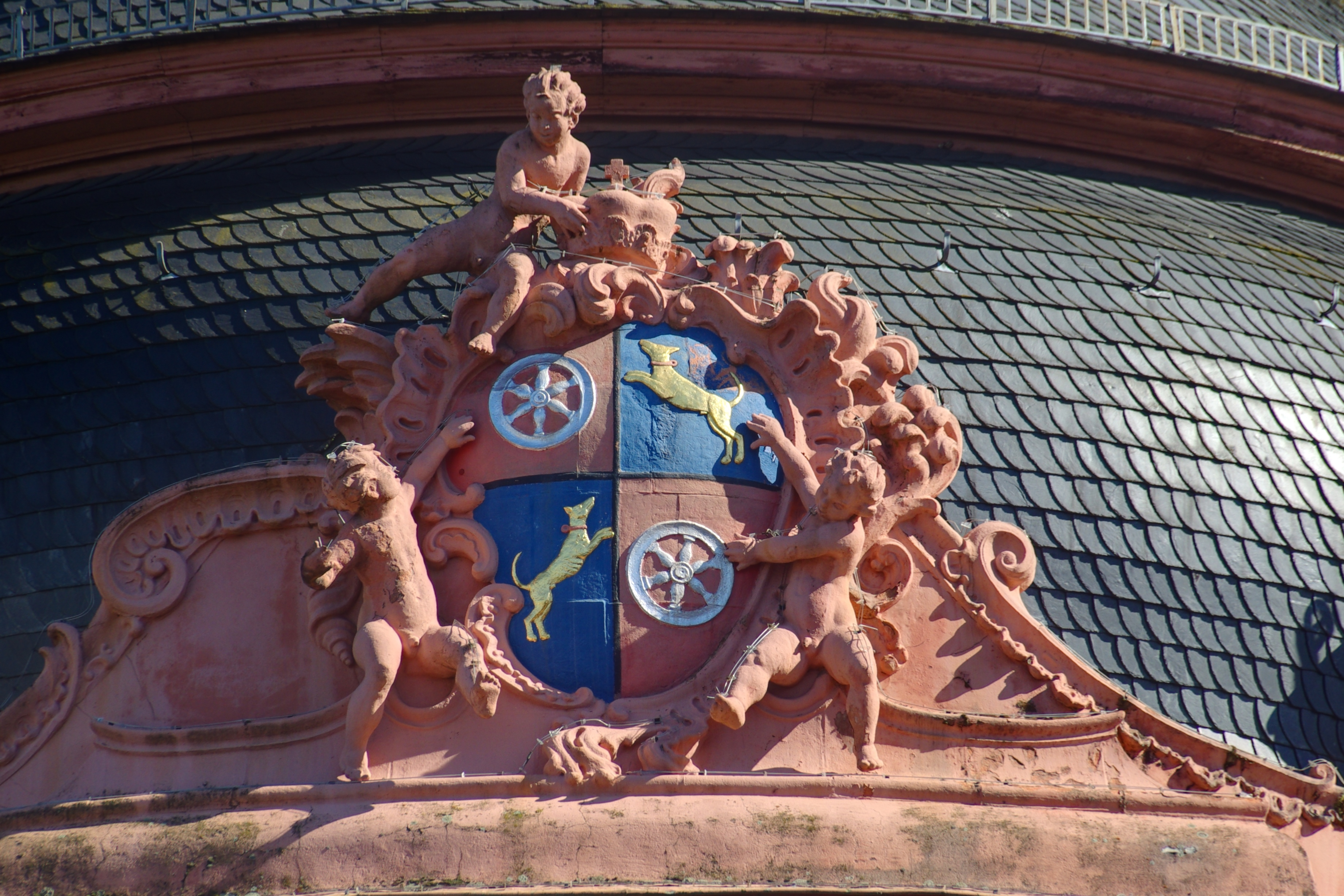
Wappen auf dem Mittelrisalit: Palais Ostein
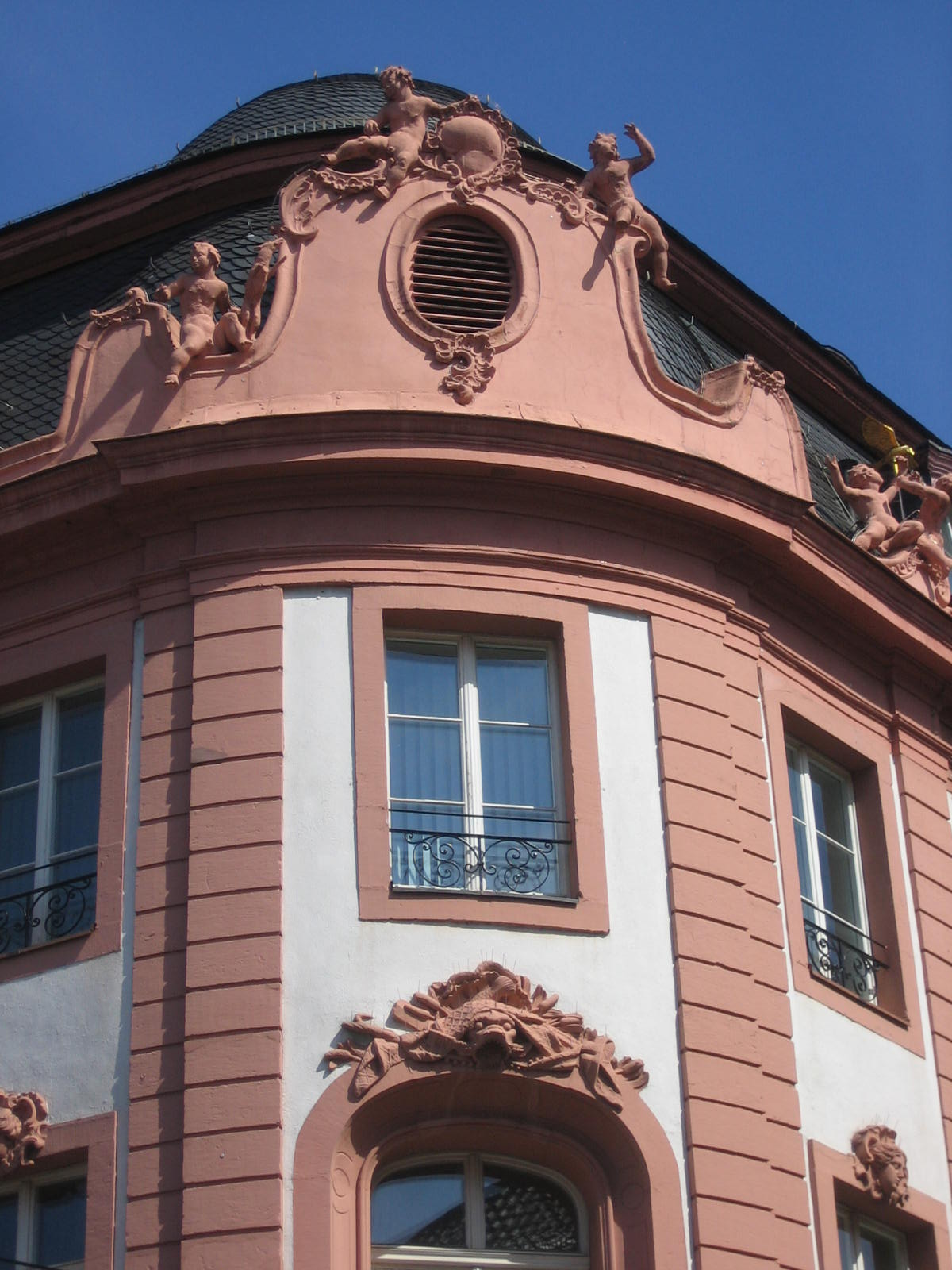
Detail Palais Ostein: Südlicher Eckerker
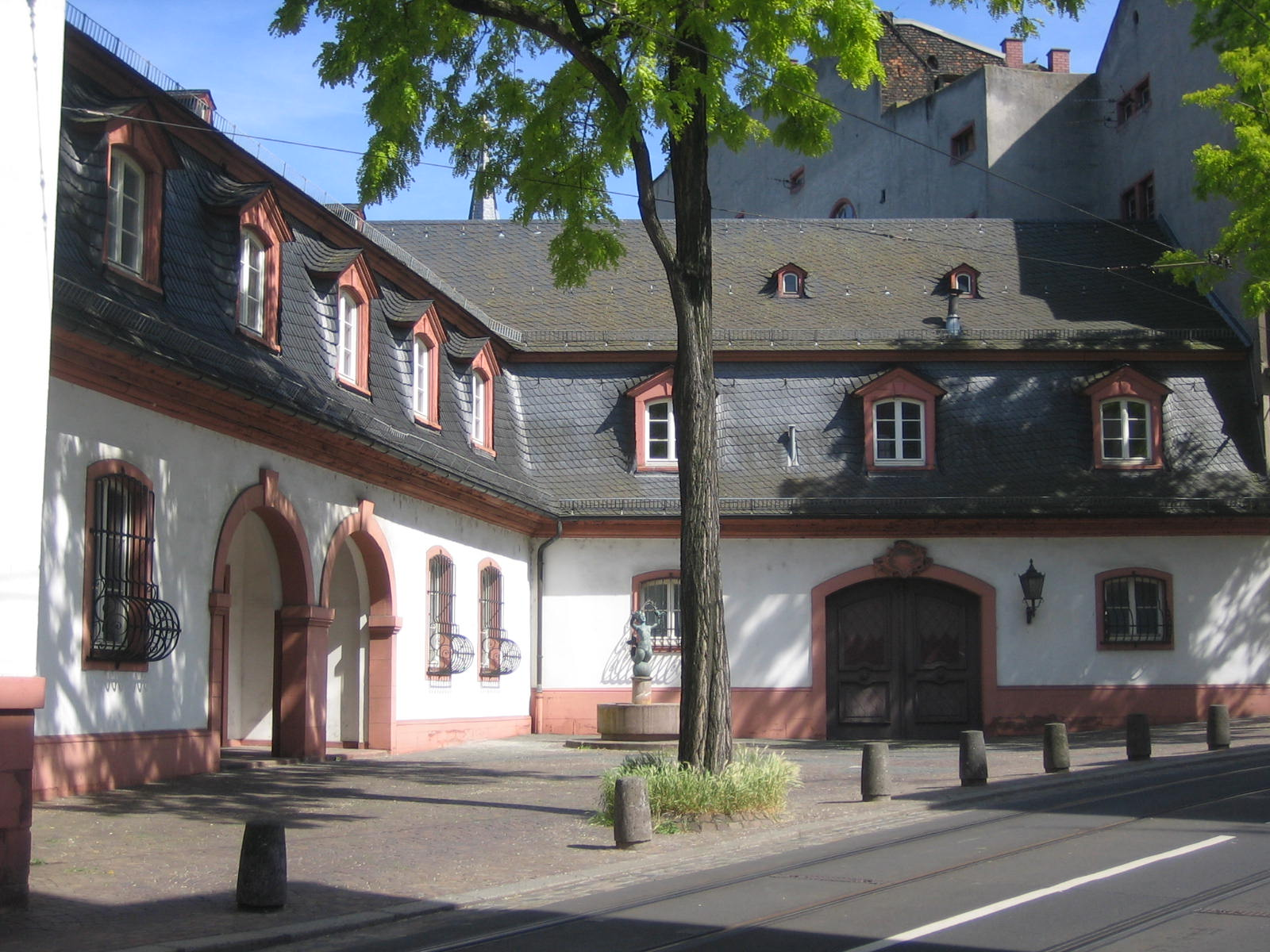
Südlicher Eingang Osteiner Hof, in der Gaustraße